# ريكاردو استيفيز
ريكاردو استيفيز (بالبرتغالية: Ricardo Filipe dos Santos Esteves‏) (16 سبتمبر 1979 بلشبونة في البرتغال - ) هو لاعب كرة قدم برتغالي في مركز الوسط. شارك مع منتخب البرتغال تحت 20 سنة لكرة القدم ومنتخب البرتغال تحت 21 سنة لكرة القدم. أما مع النوادي، فقد لعب مع ألفيركا وسبورتينغ براغا ونادي أستيراس تريبوليس ونادي باسوش دي فيريرا ونادي بنفيكا ونادي داليان شيده ونادي ريجينا ونادي سول ونادي فيتشينزا ونادي فيتوريا سيتوبال ونادي ماريتيمو وناسيونال ماديرا وأورينتال دي لشبونة ‏ وS.C. Braga B ‏ وS.L. Benfica B ‏.

## وصلات خارجية
- ريكاردو استيفيز على موقع الاتحاد الدولي (مؤرشف)  (الإنجليزية)
- ريكاردو استيفيز على موقع دوري كوريا الجنوبية (الإنجليزية)
- ريكاردو استيفيز على موقع قاعدة بيانات كرة القدم.إي يو (الإنجليزية)